# Heathfield Park
Heathfield Park est une maison de campagne anglaise et un parc clos dans le village d'Old Heathfield dans Sussex de l'Est.

## Histoire
Initialement appelé Bayley Park, le manoir est commencé par James Plummer en 1677 et poursuivi par Raymond Blackmore au début du XVIIIe siècle. George Augustus Eliott (créé Lord Heathfield en 1787) achète la propriété après avoir gagné un prix substantiel grâce au succès du siège de La Havane en 1762. Il est modifié et agrandi en 1766 par l'architecte Robert Taylor (architecte). Elliot est propriétaire de la maison jusqu'à sa mort en 1790.
Il est rebaptisé Heathfield Park en son honneur en 1791 par son héritier Francis Newbery, fils de l'éditeur John Newbery. Newbery embauche Humphry Repton pour aménager le parc. Newbery construit la "Gibraltar Tower" dans un coin du parc, pour commémorer la défense réussie de Gibraltar par Lord Heathfield de 1779 à 1782. Le rez-de-chaussée est octogonal et la partie supérieure ronde, accessible par un escalier intérieur circulaire. C'est également un bâtiment classé Grade II *. 

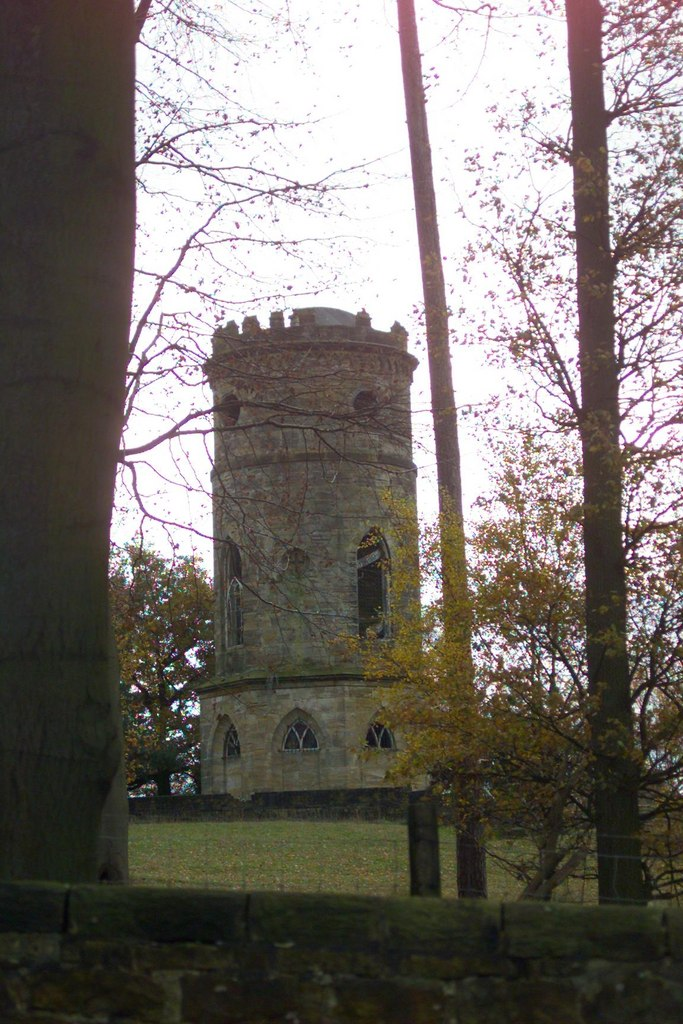
La tour de Gibraltar

De 1819 à 1890, Heathfield Park est le siège des baronnets de la famille Blunt. Il appartient plus tard au mécène William Cleverley Alexander  qui le fait remodeler en 1895 dans le style néo-géorgien par l'architecte Reginald Blomfield. Le parement de brique remplace le stuc et l'aile sud-est est ajoutée. Alexander, qui possède Aubrey House à Londres, est décédé en tombant dans les escaliers du sous-sol de la maison en 1916. Heathfield House est un bâtiment classé Grade II*. 
En 1963, le domaine est acheté par Gerald Moore, chirurgien, artiste et ancien enfant acteur . Moore ouvre les jardins au public et créé une école d'équitation en 1963. En 1970, il restaure la tour de Gibraltar et, dans les années 1970, il crée un parc animalier. Moore vend le domaine en 1993.
Le domaine est actuellement propriété privée.
Une partie du terrain est Heathfield Park SSSI, un site biologique d'intérêt scientifique particulier, en raison des habitats fournis par la forêt de ghyll. La population de lichens est importante à l'échelle du comté .